# Palacio de Topete

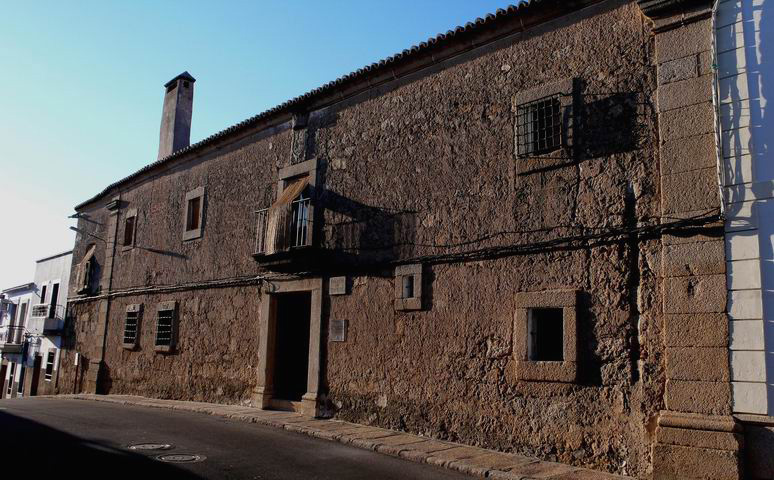
Palacio de Topete en 2014

El palacio de Topete es un edificio del siglo XVIII que está ubicado en la calle Cerro Topete de Malpartida de Cáceres.

## Historia
Su primer propietario fue don Pedro José Topete Barco, un aristócrata nacido en Alcántara, que se casó con doña Francisca Cayetana de Ulloa Golfín y Perero en 1719 y construyó el palacio en 1748. Estos cuatro apellidos mencionados están representados en el escudo que está en la fachada del edificio. A partir de este matrimonio el palacio pasó a pertenecer a la Casa de los Ovando.
En 1812, Vicente de Ovando, último marqués de Ovando, lo dona a los Hermanos de la Preciosa Sangre y al Obispado de Coria-Cáceres, que en 1919 lo venden al sacerdote Don Fernando Jiménez Mogollón. El palacio llega a ser propiedad de la sobrina-nieta del sacerdote, Concepción Díaz Jiménez y ésta lo alquila a la familia Agúndez Mogollón.
En 1976, Wolf Vostell conoce el palacio a través del alcalde Juan José Lancho Moreno. En 1977, la familia Vostell lo adquiere y rehabilita respetando su carácter original y su división interna, estableciendo en él su residencia hasta la actualidad. Desde 2023, el Palacio Topete Vostell es la sede de la Fundación Vostell (VOSTELL FOUNDATION).
En el palacio de Topete se celebró en enero de 1978 una de las primeras exposiciones de Arte Contemporáneo en Extremadura titulada Convivencias durante la Semana de Arte Contemporáneo de Malpartida SACOM, organizada por Wolf Vostell.

## Descripción del edificio
El palacio de Topete responde a la tipología de casa urbana pues se trata de una construcción austera de dos plantas impregnada de la tradición de los palacios medievales cacereños y carente de connotaciones defensivas. La fachada se unifica en dos grandes pilastras con divisiones horizontales, otorgándole cierta armonía. Construido con paramentos de mampostería y vanos recercados con granito, la grandiosidad de su portada, no centrada, así como la sucesión del balcón hace que la construcción se acerque por sus materiales y dimensiones empleados a la tipología de palacio. Las dependencias traseras tienen acceso a la calle San Juan.